# Stéphanie Crayencour
Stéphanie Crayencour, all'anagrafe Stéphanie Carole Micky Rittweger de Moor (Uccle, 2 dicembre 1983), è un'attrice, modella e cantante belga di lingua francese.

## Biografia
Stéphanie Crayencour è la figlia di Claire Cleenewerck de Crayencour (nata nel 1956) e Patrick Rittweger de Moor (nato nel 1954). È anche una pronipote della scrittrice Marguerite Yourcenar.
Nel 1997, inizia la propria carriera teatrale con la commedia Les Quatre Filles di Doctor March.
Nel 2003, ha lasciato il Belgio per Parigi. Gira il suo primo lungometraggio sotto la direzione di Éric Rohmer che le affida il ruolo di Astrée, uno dei personaggi principali nel suo adattamento del romanzo Gli amori di Astrea e Céladon, di Honoré d'Urfé, che viene pubblicato nel 2007.

## Filmografia

### Cinema
- Gli amori di Astrea e Celadon (Les Amours d'Astrée et de Céladon), regia di Éric Rohmer (2007)
- Masques, regia di Jérome Dessy - cortometraggio (2007)

- Oscar et la Dame rose, regia di Éric-Emmanuel Schmitt (2009)
- Kill Me Please, regia di Olias Barco (2010)
- Nos résistances, regia di Romain Cogitore (2011)
- Les Mythos, regia di Denis Thybaud (2011)
- Tom le cancre, regia di Manuel Pradal (2012)
- I visitatori 3 - Liberté, egalité, fraternité (Les Visiteurs : La Révolution), regia di Jean-Marie Poiré (2016)
- Ice Scream, regia di Vincent Smitz - cortometraggio (2016)
- Benvenuto a Marly-Gomont (Bienvenue à Marly-Gomont), regia di Julien Rambaldi (2016)
- Un petit boulot, regia di Pascal Chaumeil (2016)
- Faut pas lui dire, regia di Solange Cicurel (2016)
- Un profilo per due (Un profil pour deux), regia di Stéphane Robelin (2017)
- Tueurs, regia di Jean-François Hensgens e François Troukens (2017)
- (Encore) une séparation, regia di Michaël Bier - cortometraggio (2017)
- Emma Peeters, regia di Nicole Palo (2018)
- Adorables, regia Solange Cicurel (2020)

### Televisione
- La Danse de l'Albatros, regia di Nathan Miller - film TV (2012)
- La Planète des cons, regia di Charlie Dupont e Gilles Galud - film TV (2012)
- Les Hommes de l'ombre - serie TV, 6 episodi (2014)
- Les Chamois - serie TV, 8 episodi (2017-2018)
- Platane - serie TV, 8 episodi (2019)